# Vilajet
De vilajet (Turks: vilayet) was een bestuurlijke indeling in het Ottomaanse Rijk. In 1864 ten tijde van de tanzimaat werden de eyalets vervangen door  vilajets. Aan het hoofd van een vilajet stond een  Wāli. Vilajets waren onderverdeeld in sandjaks. 
De Turkse term vilajet is ontleend aan het Arabisch (< ولاية, zie wilaya) en betekent in die taal oorspronkelijk 'autoriteit'.